# BioAPI
바이오 API(BioAPI,Biometric Application Programming Interface)는 생체 인식(biometrics) 및 생체인식 등록 절차 및 확인(또는 식별)을 수행하는 기술적 시스템을 지원하는 국제 표준의 핵심 부문이다. 여러 공급업체의 소프트웨어를 함께 통합하여 시스템 내에서 생체 인식 응용 프로그램을 제공하거나 정의된 BIP(Biometric Interworking Protocol)를 사용하는 하나 이상의 시스템 간에 인터페이스를 정의하고 있다(아래 참조).
| |
| (예시) 외부 응용프로그램(remote applications)과 연결되는 BioAPI 프레임워크 모듈(framework module)은 이를 준수하는 하나 이상의 단위 BSP(local BSPs)들이 하나 이상의 단위 응용프로그램(local applications)과의 호환성과 확장성을 보장하도록 설계되었다. |

생체 인식(사람의 신체적 특징 측정)은 일단 데이터가 등록되면(하나 이상의 신체적 특징이 측정됨) 이러한 데이터베이스(DB)를 이용한 개인의 신원 확인을 제공하는 서비스가 점점 더 많은 효율성에서 현실화 되고 있다.
BioAPI 사양을 통해 이러한 시스템은 여러 독립 공급업체(local BSPs)의 모듈을 통합하여 생산할 수 있게 되며 이러한 표준규격의 준수는 하나 이상의 생체 인식 등록, 확인 또는 식별을 수행하는 컴퓨터 시스템이 점점 더 많이 그리고 상호 네트워크에서 효과적으로 기능할 수 있도록 하고 있다.

## 같이 보기
- 접근 제어
- 케라스